# Carl Paulin Lagerflycht
Carl Paulin Lagerflycht, född 12 mars 1657 i Björneborg, död 3 juli 1720 i Stockholm, var en svensk militär och ämbetsman.
Lagerflycht var advokatfiskal i Åbo hovrätt 1694 och blev assessor där 1702. Han var lagman i Umeå läns lagsaga 1718-1719. Han var vice landshövding i Västerbottens län 1719. Han adlades 1706.